# Kudoa histolytica
Kudoa histolytica is een microscopische parasiet uit de familie Kudoidae. Kudoa histolytica werd in 1928 beschreven door Pérard. 